# 相田美優
相田 美優（あいだ みゆう、1989年12月19日 - ）は、日本のグラビアアイドル。広島県出身。富士スピードウェイイメージガール『クレインズ』2019年度メンバーの一人である。

## 人物・来歴
慶応義塾大学法学部卒業。グラビアデビューする前にコスプレモデル活動をしており、2019年は富士スピードウェイイメージガール『クレインズ』のメンバーとして1年間活動した。なお、歴代のクレインズメンバーにおいて、1980年代生まれが起用されたのは相田が最後となっている。
クレインズ卒業後の2020年4月24日には、初のイメージビデオ「秘密がいっぱい」をリリースし、同年秋までに3作のDVDを発表する。

## 作品

### DVD
- 秘密がいっぱい（2020年4月24日、竹書房）
- また好きになりました（2020年7月20日、ラインコミュニケーションズ）[9]
- 主人不在の3日間 快楽に溺れー。淫らになり続けた私ー。思いのままに、気の済むまで、美優で満たして下さい。（2020年10月30日、スパイスビジュアル）